# Elisabeth Schüssler Fiorenza
Elisabeth Schüssler Fiorenza (Roemenië, 17 april 1938) is een feministische katholieke theologe.
Ze werd geboren in Roemenië in een Duits sprekend gezin en vluchtte met haar ouders naar Duitsland, waar ze vervolgens studeerde ze aan de Universiteit van Würzburg.
Ze is als hoogleraar verbonden aan de Harvard Divinity School. Haar werk richt zich op vragen van Bijbelse, theologische en feministische epistemologie, hermeneutiek, retorica, de politiek of religieuze interpretatie van teksten en op onderwerpen als theologisch onderwijs, gelijkheid en democratie.
Ze is medeoprichtster van de Journal of Feminist Studies in Religion en maakt deel uit van de redactie van het tijdschrift Concilium. Ze was de eerste vrouwelijke president van de Society of Biblical Literature. Ze werd in 2001 gekozen in de American Academy of Arts and Sciences. Haar man Francis Schüssler Fiorenza is als katholiek theoloog eveneens verbonden aan de Harvard Divinity School. Een van haar boeken heet Memory of Her ("Herinnering aan haar"), een feministische theologische reconstructie van het begin van de Kerk en de vergeten rol die vrouwen toen speelden.